# پاک هیون-سوک
پاک هیون-سوک (کره‌ای: 박현숙؛ زادهٔ ۴ اوت ۱۹۸۵) وزنه‌بردار اهل کره شمالی است.
وی در مسابقات بین‌المللی در مجموع برنده ۱ مدال طلا و ۱ مدال برنز شده‌است.